# Уэйт, Лина
Лина Уэйт (англ. Lena Waithe; 17 мая 1984 года, Чикаго, Иллинойс, США) — американская актриса, продюсер и сценарист. Получила широкую известность как соавтор и исполнительница одной из ролей в сериале Netflix «Мастер не на все руки»(«Master of None»). Уэйт вошла в историю прайм-тайм премии «Эмми», став первой чернокожей женщиной, получившей эту награду за лучший сценарий комедийного сериала «Мастер не на все руки». Эпизод «Thanksgiving», за который Уэйт была удостоена премии, был частично основан на собственном опыте каминг-аута перед матерью. Кроме того, Уэйт является создательницей сериала «Чи», выходящего на канале Showtime.

## Ранние годы
Уэйт родилась в Чикаго, Иллинойс. Изначально актёрская игра не была в списке приоритетов Уэйт. С семи лет девочка знала, что хочет стать автором на телевидении. В своем стремлении она получила большую поддержку  от своей одинокой матери и бабушки. Родители развелись, когда ей было три. Уэйт и её сестра выросли в Сауз Сайде, Чикаго (англ. South Side, Chicago); в двенадцать Уэйт поступила в местную, большей частью афро-американскую, среднюю школу Тернер-Дрю (англ. Turner-Drew). Она окончила среднюю школу Эванстона (англ. Evanston Township High School) и получила степень в кинематографическом и телевизионном искусствах от чикагского колледжа Колумбия (англ. Columbia College Chicago) в 2006 году. Уэйт с похвалой отзывалась о поддержке со стороны преподавателя драматургии Майкла Фрая (англ. Michael Fry).

## Карьера
Уэйт выступила автором для сериала компании Fox «Кости» и ситкома компании Nickelodeon «Как зажигать» в 2012 году, а также продюсером сатирического комедийного фильма «Дорогие белые» в 2014 году. Уэйт написала сценарий для YouTube-сериала Twenties, спродюсированного Flavor Unit Entertainment и выкупленного BET в 2014 году, и снялась в нём. Вдобавок к написанию сценария и режиссированию короткометражного фильма Save Me, который был показан на нескольких независимых кинофестивалях, Уэйт написала сценарии к веб-сериалу Hello Cupid в 2013 году и к вирусному видео Shit Black Girls Say.
В 2014 году Variety назвала Уэйт одной из своих «10 комиков к просмотру». В августе 2015 года сеть Showtime заказала пилот для будущего сериала The Chi, сценарий к которому был написан Уэйт и продюсером которого выступил Common. Сериал рассказывает историю городского взросления молодого афроамериканца. Целью Уэйт, как создателя шоу, было использование собственного опыта взросления в Сауз Сайде и понимания его разнообразия для создания более детальной, чем принято изображать обычно, картины своего города.
Уэйт был отобрана для съемок в сериале «Мастер не на все руки» после встречи с создателем и актёром, исполняющим главную роль, Азизом Ансари, который, вместе с Аланом Янгом, изначально прописал Денис как белую женщину-натуралку с перспективой, как говорит сама Уэйт, сделать её основной любовной линией для главного героя: «По какой-то причинеАлисон Джонс [директор по подбору актеров] прочил меня на эту роль, чернокожую гей-женщину». Ансари и Янг переписали сценарий так, чтобы персонаж больше походил на Уэйт: «Все мы, актеры, играли более контрастные версии самих себя». Уэйт говорит: «Не знаю, видела ли я вообще когда-нибудь на ТВ озорную стильную лесбиянку, расхаживающую в гаремных труселях и клевом свитшоте Topshop». Она также говорит: «Я знаю, насколько много в мире таких же женщин, как я. Мы существуем. Для меня именно очевидность этого и была самым важным и захватывающим».
В 2017 году Уэйт и Ансари получили Прайм-тайм премию «Эмми» за выдающийся сценарий для комедийных сериалов за 2 эпизод сезона (Thanksgiving). Она стала первой чернокожей женщиной, получившей эту награду. Уэйт описала эпизод как основанный на собственном опыте каминг-аута. В своей речи для «Эмми» она заложила особое послание для своего LGBTQIA-сообщества, сделав акцент на том, как «Вещи, что отличают нас, на деле являются нашией суперсилой». Она завершила свою речь, определив свой путь как путь меньшинства: «Спасибо за то, что приняли маленького индийского мальчика из Северной Каролины и маленькую черную гей-девочку из Сауз Сайда, Чикаго».
Уэйт так же работала над созданием автобиографического драматического сериала под названием Чи.
Издание Out поместило Уэйт в свой Out100: Творец Года 8 ноября 2017.

## Личная жизнь
Уэйт — открытая лесбиянка. Она была в отношениях с Аланой Майо, исполнительным директором, на протяжении трех лет. Их помолвка состоялась в День Благодарения 2017 года. 15 ноября 2019 года Уэйн сообщила, что недавно они поженились. 22 января 2020 года они объявили о расставании.
Уэйт описала свою семью как «ленивые христиане» и заявила в 2018 году: «Я искренне верую в Бога и Иисуса Христа и в то, что Бог создал меня и все вокруг. И я просто стараюсь быть хорошим человеком. Я думаю, что основа моей религии в том, чтобы быть хорошей и честной».

## Фильмография

### Кино
| Год  | Название                     | Роль        | Заметки                                |
| ---- | ---------------------------- | ----------- | -------------------------------------- |
| 2011 | Save Me                      |             | Режиссёр и сценарист; Короткометражный |
| 2014 | Дорогие белые                |             | Продюсер                               |
| 2014 | Ladylike                     |             | Сопродюсер                             |
| 2018 | Сёстры по степу              |             | Продюсер                               |
| 2018 | Первому игроку приготовиться | Эйч / Хелен |                                        |
| 2020 | Мои волосы хотят убивать     | Брук-Линн   |                                        |

### Телевидение
| Год       | Название              | Роль                          | Заметки                                                 |
| --------- | --------------------- | ----------------------------- | ------------------------------------------------------- |
| 2007—2008 | Girlfriends           |                               | Ассистент исполнительного продюсера (2 эпизода)         |
| 2014      | The Comeback          | Саммер                        | Эпизод: «Валери Сталкивается с Критикой»                |
| 2014—2015 | Кости                 |                               | Сценарист (15 эпизодов)                                 |
| 2012      | M.O Diaries           |                               | Сценарист                                               |
| 2012      | Как зажигать          |                               | Сценарист (2 эпизода)                                   |
| 2013      | Hello Cupid           |                               | Сценарист (7 эпизодов)                                  |
| 2014      | Очевидное             | Джейн                         | Эпизод: «Элиза»                                         |
| 2015—2017 | Мастер не на все руки | Денис                         | Основной персонаж, 2 сезона; Сценарист («Thanksgiving») |
| 2018      | Чи                    |                               | Создатель, сценарист (3 эпизода)                        |
| 2018      | Это мы                | Сотрудник приюта для животных | Эпизод: «That’ll Be the Day»                            |
| 2018      | Dear White People     | П. Нинни                      | Гость (3 эпизода)                                       |
| 2020      | Мир Дикого запада     | Эш                            |                                                         |

## Награды
| Год  | Номинация                                                        | Категория                           | Результат |
| ---- | ---------------------------------------------------------------- | ----------------------------------- | --------- |
| 2017 | Мастер не на все руки (Эпизод: «Thanksgiving») (с Азизом Ансари) | Лучший сценарий комедийного сериала | Победа    |

In 2017 Издание Out назвало её Творцом года, а The Advocate назвал её финалистом своего рейтинга «Персона Года».